# Teste de Mantel
O teste de Mantel, em homenagem a Nathan Mantel, é um teste estatístico de correlação entre duas matrizes . As matrizes devem ter a mesma dimensão; na maioria das aplicações, são matrizes de inter-relações entre os mesmos vetores de objetos. O teste foi publicado pela primeira vez por Nathan Mantel, um bioestatístico do National Institutes of Health, em 1967.  Relatos disso podem ser encontrados em livros de estatística avançada (por exemplo, Sokal & Rohlf 1995).

## Uso
O teste é comumente usado em ecologia, onde os dados geralmente são estimativas da "distância" entre objetos, como espécies de organismos. Por exemplo, uma matriz pode conter estimativas das distâncias genéticas (ou seja, a quantidade de diferença entre dois genomas diferentes) entre todos os pares possíveis de espécies no estudo, obtidas pelos métodos de sistemática molecular ; enquanto o outro pode conter estimativas da distância geográfica entre os intervalos de cada espécie para todas as outras espécies. Nesse caso, a hipótese que está sendo testada é se a variação na genética desses organismos está correlacionada à variação na distância geográfica.

## Método
Se houver n objetos, e a matriz for simétrica (então a distância do objeto a ao objeto b é a mesma que a distância de b a a) tal matriz contém
{\displaystyle {\frac {n(n-1)}{2}}}
distâncias. Porque as distâncias não são independentes umas das outras – já que mudar a "posição" de um objeto mudaria n−1 dessas distâncias (a distância daquele objeto a cada um dos outros) – não podemos avaliar a relação entre as duas matrizes simplesmente avaliando o coeficiente de correlação entre os dois conjuntos de distâncias e testando sua significância estatística. O teste de Mantel lida com esse problema.
O procedimento adotado é uma espécie de randomização ou teste de permutação. A correlação entre os dois conjuntos de n(n−1)/2  distâncias é calculada, e esta é ambos a medida de correlação relatada e o teste estatístico na qual o teste é baseado. Em princípio, qualquer coeficiente de correlação poderia ser usado, mas normalmente o coeficiente de correlação momento-produto de Pearson é usado.
Em contraste com o uso comum do coeficiente de correlação, para avaliar a significância de qualquer desvio aparente de uma correlação zero, as linhas e colunas de uma das matrizes são sujeitas a permutações aleatórias muitas vezes, com a correlação sendo recalculada após cada permutação. A significância da correlação observada é a proporção de tais permutações que levam a um coeficiente de correlação mais alto.
O raciocínio é que se a hipótese nula de não haver relação entre as duas matrizes for verdadeira, então a permutação das linhas e colunas da matriz deve ter a mesma probabilidade de produzir um coeficiente maior ou menor. Além de superar os problemas decorrentes da dependência estatística dos elementos dentro de cada uma das duas matrizes, o uso do teste de permutação significa que nenhuma confiança está sendo colocada em suposições sobre as distribuições estatísticas dos elementos nas matrizes.
Muitos softwares estatísticos incluem rotinas para a realização do teste de Mantel.

## Crítica
Os vários artigos que apresentam o teste de Mantel (e sua extensão, o teste parcial de Mantel) carecem de uma estrutura estatística clara que especifique totalmente as hipóteses nula e alternativa. Isso pode transmitir a ideia errada de que esses testes são universais. Por exemplo, o teste de Mantel e o teste parcial de Mantel podem apresentar falhas na presença de autocorrelação espacial e retornar valores p erroneamente baixos. Veja, por exemplo, Guillot e Rousset (2013) .